# Bruno et les Bananamis
Bruno
Bruno et les Bananamis (Bruno and the Banana Bunch) est une série télévisée d'animation américaine-canadienne-danoise-brésilienne créée par Jim Jinkins, Adam Shaheen, Charles Bishop, John Mariella, Blair Peters, Steven DeNure, Neil Court, Beth Stevenson, Asaph Fipke, Todd Shaffer, Arnie Zipursky, Steven Comeau, Miki Baumgarten Ph. D., Lisa Olfman, Vince Commisso, Kate Taylor, Alan Gregg, Delna Bhesenia, Peter Williamson, Tom McGillis, Jennifer Pertsch, Tom van Waveren, Célia Catunda, Kiko Mistrorigo, Kim Wilson, Dr. Lynn Oldershaw, Janice Burgess, et Kay Wilson Stallings et diffusée du 28 juillet 2007 au 28 janvier 2012 sur Nickelodeon's Nick Jr. bloc aux États-Unis et sur CBC Television's Kids' CBC bloc au Canada.
Au Québec, elle a été diffusée à partir du 14 avril 2008 à la Télévision de Radio-Canada puis rediffusée sur Unis. Elle reste inédite dans les autres pays francophones.

## Synopsis
Bruno le singe et ses amis apprennent le monde autour d'eux.

## Voix

### Voix originales
- Maurice Dean Wint : Narrateur

### Voix françaises
- François Klanfer : Narrateur

## Épisodes
1. Big Top Bruno
2. Detective Bruno
3. Bruno's Special Stick
4. Bruno's Paintbox
5. Bruno's Railroad
6. Bruno's Pirate Adventure
7. Bruno's Houseguest
8. Bruno's Messy Robot
9. Bruno's Racing Turtles
10. Camp Bruno
11. Bruno's Happy Holiday
12. Bruno & the Silly Goose
13. Bruno Plays Hide and Seek
14. Super Bruno
15. Bruno's Balloon
16. Time Travel Bruno
17. Bruno the Great
18. Bruno's Piggybank
19. Bruno's Bananaland Games
20. Mini Putt Bruno
21. Bruno and the Mystery Guest
22. Bruno's Backwards Day
23. Big Bruno, Little Bruno
24. Bruno's Band
25. Bruno's Big Day
26. Bruno's Rocket Ship